# Xanthotoxine
La xanthotoxine ou méthoxsalène (vendue sous les noms d'Oxsoralène, Deltasoralène, Méladinine, Uvadex) est un composé organique de la famille des furocoumarines. C'est le dérivé 8-méthoxylé du psoralène. Elle est utilisée comme traitement de certaines maladies de peau.

## Occurrence naturelle
La xanthotoxine est naturellement présente dans une plante médicinale africaine, le fagarier (Fagara xanthoxyloïdes) ainsi que dans nombreuses plantes de la famille des ombellifères, notamment l'ammi élevé (Ammi majus) dont elle est extraite, l'angélique, le panais, la berce du Caucase, ou encore de la famille des Rutacées comme la bergamote.

## Biosynthèse
La xanthotoxine est produite par une voie spécifique, la voie des furocoumarines linéaires permettant de former les furocoumarines telles que le psoralène et ses dérivés à partir de l'ombelliférone, elle-même biosynthétisée selon la voie des phénylpropanoïdes, et du pyrophosphate de diméthylallyle, obtenu lui par la voie du mévalonate.

### Synthèse de l'ombelliférone

Ombelliférone.

L'ombelliférone est une coumarine, l'une des nombreuses sous-familles des phénylpropanoïdes, et est donc biosynthétisée comme ces derniers à partir de la L-phénylalanine selon la voie des phénylpropanoïdes (ou voie du shikimate). La phénylalanine est dans un premier temps transformée en acide cinnamique par l'action de la phénylalanine ammonia-lyase (PAL), celui-ci étant ensuite hydroxylé en acide paracoumarique par l'action de la cinnamate 4-hydroxylase (C4H). Ce dernier est une nouvelle fois hydroxylé par l'action de la cinnamate/coumarate 2-hydroxylase (C2H) pour former l'acide 2,4-dihydroxycinnamique, puis par une rotation de la liaison insaturée adjacente au groupe carboxyle de ce dernier. La réaction s'achève par une estérification intramoléculaire, le groupe hydroxyle en C2' étant attaqué par le groupe carboxyle, formant un cycle de lactone.
  {\displaystyle {\xrightarrow {PAL}}}  {\displaystyle {\xrightarrow {C4H}}}  {\displaystyle {\xrightarrow {C2H}}}  {\displaystyle \longrightarrow } 

### Synthèse de la xanthotoxine

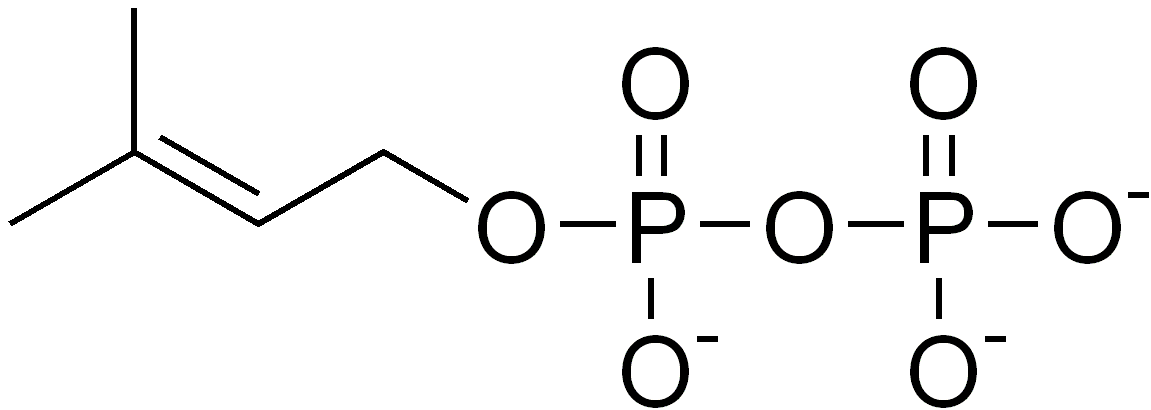
Pyrophosphate de diméthylallyle.

La biosynthèse continue ensuite par l'activation du pyrophosphate de diméthylallyle (DMAPP), produit selon la voie du mévalonate, formant un carbocation par clivage du diphosphate. Une fois activé, l'enzyme ombelliférone 6-prényltransférase catalyse la C-alkylation entre le DMAPP et l'ombelliférone sur la position activée, en ortho du phénol, menant à la formation de la déméthylsubérosine. Cette réaction est suivie par une hydroxylation catalysée par l'enzyme marmésine synthase formant la marmésine, suivie d'une seconde hydroxylation avec départ d'acétone catalysée par la psoralène synthase formant le psoralène. Le psoralène est ensuite transformé par l'action de la psoralène 8-monooxygénase formant le xanthotoxol. Ce dernier voit son groupe phénol méthylé par réaction avec le S-adénosylméthionine, réaction catalysée par la xanthotoxol O-méthyltransférase formant la xanthotoxine.

## Traitement des maladies de peau
De par sa capacité photosensibilisatrice de la peau (qu'elle partage avec les autres furocoumarines), la xanthotoxine est utilisée, accompagnée de l'exposition de la peau au soleil, comme médicament dans le traitement de maladies de peau telles que le psoriasis, l'eczéma ou le vitiligo et contre certains lymphomes cutanés. La xanthotoxine modifie la façon dont les cellules de la peau reçoivent les UV-A, ce qui permettrait de supprimer la maladie. On prescrit en général une dose de 10 mg de xanthotoxine à prendre avant un traitement PUVA (psoralène + UV-A) de  30 mg / 75 minutes.

## Risques
Les personnes avec une pression artérielle élevée ou un historique de problèmes hépatiques risquent à son contact des inflammations et des dommages irréversibles au foie et à la peau. Les effets secondaires comprennent des nausées, maux de tête, étourdissements et dans des rares cas des insomnies.
La xanthotoxine est toxique pour les animaux à sang froid.